# Klokan irma
Klokan irma (Notamacropus irma, syn. Macropus irma) je druh klokana žijící na jihozápadním pobřeží Austrálie. Na rozdíl od jiných druhů klokanů, tento není dle IUCN chráněný, avšak lišky (Vulpes vulpes) představují pro jejich populace značné nebezpečí.
Klokani irma jsou šedě zbarvení s výraznými bílými pruhy srsti na obličeji a předních a zadních končetinách. Tito klokani jsou převážně denní živočichové a živí se hlavně travinami.

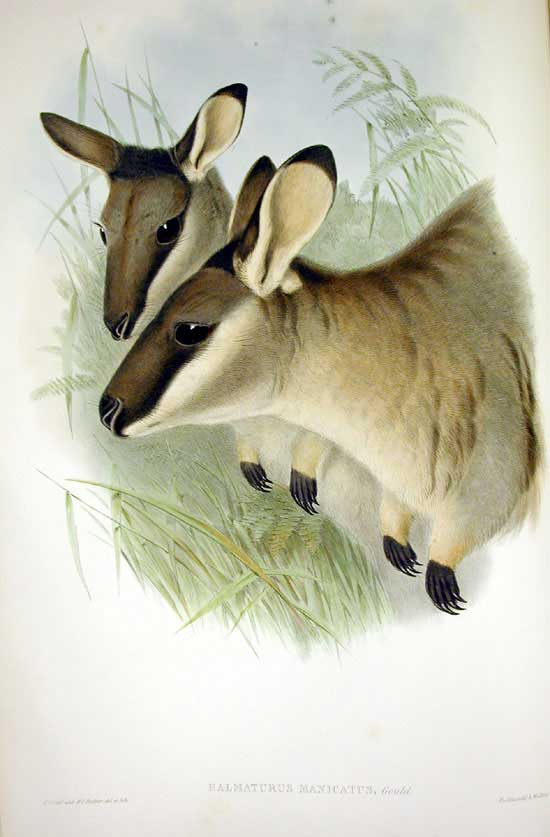
Detail hlavy

## Taxonomie
Druh klokan irma poprvé klasifikoval Claude Jourdan v roce 1837 pod latinským názvem Macropus irma. Jako možná synonyma uvedli i názvy Halmaturus Irma a Jay Gould později, roku 1852, doplnil i synonymum Macropus manicatus. Veškeří klokanovití spadají do řádu dvojitozubci (Diprotodontia), jsou tedy diprodontní; to znamená, že jim na spodní čelisti převládá jeden pár řezáků, v ojedinělých případech může být přítomen i druhý pár. V horní čelisti mají klokani irma tři páry řezáků. Dvojitozubci jsou navíc syndaktilní, to znamená, že mají druhý a třetí prst na předních končetinách srostlý.

## Popis
Přestože jsou klokani irma malého vzrůstu, zbarvením se podobají větším druhům klokanů ze západní Austrálie. Tělo, počítaje od čenichu, mají klokani irma dlouhé asi 1,2 m. Samotný ocas má mezi 54 až 97 cm, v poměru k tělu je tedy poměrně velký. Dospělí jedinci váží mezi 7 až 9 kg. Velikostně jsou samci a samice téměř stejní, u tohoto druhu tedy není patrný pohlavní dimorfismus. Jejich zbarvení zahrnuje dvě oblasti; obličej a zbytek těla. Tělo je bledě až tmavě šedé a na obličeji se nachází výrazný bílý pruh. Uši jsou černobílé, prsty na předních a dolních končetinách černé.

## Ekologie

### Potrava
Klokani irma jsou býložravci a živí se především listy nebo se pasou na trávě. Na rozdíl od jiných druhů klokanů, klokani irma jsou denní zvířata a aktivní jsou převážně během svítání a soumraku. Odpoledne, kdy panuje největší horko, se většinou po dvojicích nebo jednotlivě skrývají v křovinách nebo houštinách. Přestože jídelníček klokanů irma nebyl nikdy příliš zkoumán, obecně se uvádí, že se živí na kosmatcovnících jedlých (Carpobrotus edulis), troskutech prstnatých (Cynodon dactylon) a rostlinách druhu Nuytsia floribunda. Strava klokanů je z 3 až 17 % tvořena travinami a ostřicemi, 1 až 7 % tvoří různé kvetoucí rostliny a listy nízkých keřů tvoří ve stravě klokanů 79 až 88 %. Podobně jako jiné druhy klokanů, i tento dokáže přežít bez vody poměrně dlouhou dobu.

### Rozmnožování
Mláďata klokanů irma se běžně rodí v průběhu dubna až května. Obvykle samice porodí pouze jedno mládě, výjimečně dvě. Klokani jsou obecně známí tím, že samice mají na břiše vak, do kterého nevyvinuté embryo vleze a přisaje se na jeden ze čtyř struků. Březost trvá tři až pět týdnů a mládě se ve vaku vyvíjí po dobu až sedmi měsíců, tedy do října nebo listopadu. Když se již mládě celé do vaku nevejde, strká do něho pouze hlavu a saje mléko.

## Výskyt a vývoj populace
Klokani irma žijí na jihozápadním pobřeží Austrálie, směrem od Kalbarri až po Cape Arid. Větší populace žijí zejména v blízkosti řeky Swan. Vyhledávají suchá a otevřená stanoviště, jen ve výjimečných případech se uchylují do lesů nebo vlhkých biotopů.
V době počátků osidlování Austrálie Evropany byli klokani irma běžní. Poté, co se Evropané usadili i v západní Austrálii, začal se rozvíjet obchod s kožešinou klokanů a to neušetřilo ani klokany irma. Drasticky začala populace klokanů irma klesat od roku 1970, pravděpodobně kvůli přemnoženým liškám. Ty lovily především mláďata malých druhů klokanů. Podle průzkumů provedených v roce 1970 žilo v přírodní rezervaci Jarrah Forest pouze 10 klokanů irma na 100 km². Další průzkum, provedený v roce 1990, hlásil snížení jejich populace do té míry, že na území o rozloze 100 km² byl nalezen jen jediný klokan irma. V tom samém roce schválilo ministerstvo životního prostředí kontroly populací lišek a v případě přemnožení bylo povoleno pokládat návnady, tedy maso nebo vejce napuštěná toxinem; fluoroctanem sodným, lidově známým také pod číslem 1080. Tato metoda se osvědčila a populace klokanů irma se zvýšila. Od roku 2014 Mezinárodní svaz ochrany přírody (IUCN) odhaduje, že žije okolo 10 000–50 000 dospělých jedinců a podle této organizace je již populace stabilní, respektive málo dotčená.